# Sooronbay Jeenbekov
Sooronbay Sharípovich Jeenbékov (en kirguís, Сооронбай Шарипович Жээнбеков, també conegut com a Sooronbay Jeenbekov; Kara-Kulja, Província d'Oix, República Socialista Soviètica del Kirguizstan, Unió Soviètica, 16 de novembre de 1958) és un polític kirguís i president del Kirguizstan des el 24 de novembre de 2017 fins al 15 d'octubre de 2020. També va ser Primer Ministre del Kirguizstan d'abril de 2016 fins a agost de 2017.